# Брикен (Биркенфелд)
Брикен (њем. Brücken) општина је у њемачкој савезној држави Рајна-Палатинат. Једно је од 96 општинских средишта округа Биркенфелд. Према процјени из 2010. у општини је живјело 1.282 становника. Посједује регионалну шифру (AGS) 7134015.

## Географски и демографски подаци
Брикен се налази у савезној држави Рајна-Палатинат у округу Биркенфелд. Општина се налази на надморској висини од 405 метара. Површина општине износи 13,6 km². У самом мјесту је, према процјени из 2010. године, живјело 1.282 становника. Просјечна густина становништва износи 94 становника/km².